# Mwepu Ilunga
Joseph Mwepu Ilunga (* 22. August 1949; † 8. Mai 2015 in Kinshasa) war ein zairischer Fußballspieler.

## Sportlicher Werdegang
Ilunga spielte für Tout Puissant Mazembe, mit dem Klub gewann er den African Cup of Champions Clubs 1967 gegen Asante Kotoko SC und verteidigte 1968 den Titel gegen Étoile Filante de Lomé. 1969 und 1970 erreichte er mit der Mannschaft jeweils erneut die Endspiele, dieses Mal waren Ismaily SC respektive Asante Kotoko SC jedoch stärker. Auf nationaler Ebene gewann er mehrfach den Meistertitel sowie den Landespokal.
Ilunga war ab 1971 zairischer Nationalspieler. Mit der Landesauswahl holte er im März 1974 beim Afrika-Cup 1974 den Titel, als nach einem 2:2-Remis im Endspiel gegen Sambia das Wiederholungsspiel dank zweier Tore von Pierre Ndaye Mulamba mit 2:0 gewonnen wurde. Zuvor hatte er sich mit der Nationalmannschaft bereits für die im gleichen Jahr stattfindende WM-Endrunde 1974 qualifiziert. Dort war sie chancenlos und kassierte im Gruppenspiel gegen Jugoslawien beim 0:9-Debakel eine der höchsten Niederlagen der WM-Geschichte. Beim abschließenden Gruppenspiel gegen Brasilien sorgte Ilunga für eine Szene, die in das WM-Kuriosenkabinett aufgenommen wurde: Bei einem Freistoß für Brasilien stürmte er vor dem Schiedsrichterpfiff aus der Mauer und schlug den Ball weg. Später wurde bekannt, dass es sich dabei um eine Protestaktion gehandelt hatte, da Diktator Mobutu Sese Seko nach den vorhergehenden Ergebnissen im Falle einer erneut hohen Niederlage drastische Konsequenzen angekündigt und den Spielern ihre Prämien für die WM-Teilnahme gestrichen hatte. Dennoch gehörte er noch bis 1975 zum Kreis der Nationalmannschaft, für die er insgesamt 21 Länderspiele bestritt.
Später arbeitete Ilunga als Trainer, unter anderem beim Afrika-Cup 2015 gehörte er unter Nationaltrainer Florent Ibengé zum Trainerteam der kongolesischen Nationalmannschaft.
Bei der 1998 ausgetragenen Wahl der FIFA-Weltauswahl des 20. Jahrhunderts gehörte Ilunga der ausgewählten afrikanischen Kontinentalauswahl an.